# A herceg és a színésznő
A herceg és a színésznő, más fordításban A herceg és a táncosnő (eredeti cím: The Prince and the Showgirl) 1957-ben bemutatott brit romantikus vígjáték Laurence Olivier rendezésében. A forgatókönyvet Terence Rattigan készítette saját drámája, a The Sleeping Prince alapján. A főbb szerepekben Olivier és Marilyn Monroe. 1957. június 13-tól vetítették az Egyesült Államokban, az Egyesült Királyságban pedig június 25-től. Magyarországon az MTV1 mutatta be a filmet 1980. október 19-én.
A produkciót öt BAFTA-díjra jelölték a 11. BAFTA-gálán. A forgatás állítólagos nehézségeiről 2011-ben mutattak be filmet az Egy hét Marilynnel címmel, ahol Monroe-t Michelle Williams alakította.

## Cselekmény
1911-ben Londonban V. György koronázása előtt fontos méltóságok érkeznek, köztük a 16 éves Nicolas király a (fiktív) balkáni Kárpátaljáról, apja a merev, nagyképű özvegy régensherceg és az özvegy kárpáti királyné. A brit kormány úgy döntött, hogy Kárpátalja megtartása a Hármas-antantban kritikus fontosságú az Európában növekvő feszültségek közepette. A királyi családot londoni tartózkodásuk alatt megfelelően akarják szórakoztatni, és Northbrook köztisztviselőt bízzák meg a feladattal. Northbrook elviszi a régenst a The Coconut Girl című musical előadásra, ahol a herceg találkozik Elsie Marina színésznővel, aki elvarázsolja.
Elsie-t meghívják a nagykövetségre, aki partira számít, de rá kell jönnie, hogy csak kétszemélyes vacsora lesz a régenssel, aki megpróbálja elcsábítani. Mikor Elsie távozni akar, Northbrook meggyőzi, hogy maradjon. A régens máshogy próbál a nőnek udvarolni, aki egyre jobban érzi magát a férfi társaságában, de az este végére teljesen kiüti magát az itallal. 
Mikor másnap felébred a követségen, meghallja, hogy a régens fia, Nicolas a német nagykövetséggel összeesküvést sző az apja megbuktatására. Elsie megígéri Nicolasnak, hogy nem árulja el a tervét, majd találkozik az özvegy királynővel, aki felfogadja Elsie-t kísérőnek a beteg udvarhölgye helyett a koronázásra. Nicholas meghívja Elsie-t a koronázási bálra, ahol a nő ráveszi a fiút, hogy vallja be apjának a tervét, ha cserébe általános választásokat tartanak. A régens ráébred, hogy szereti Elsie-t. 
Másnap a régens családjának haza kell térnie, és a régens Elsie-t is magával vinné. A nőnek azonban még egy éves szerződése van a színházzal, és a régensnek is szolgálnia kell a hazáját. A pár végül elbúcsúzik egymástól.

## Szereplők
| Miss Elsie Marina  | Marilyn Monroe     | Almási Éva    | Tóth Enikő      |
| régens             | Laurence Olivier   | Avar István   | Sztankay István |
| özvegy királynő    | Sybil Thorndike    | Máthé Erzsi   | Halász Aranka   |
| Northbook          | Richard Wattis     | Kaló Flórián  | Fülöp Zsigmond  |
| Nicolas király     | Jeremy Spenser     | Gálffi László | Markovics Tamás |
| Domo őrnagy        | Paul Hardwick      |               |                 |
| Hoffman ezredes    | Esmond Knight      |               |                 |
| Maud               | Rosamund Greenwood |               |                 |
| nagykövet          | Aubrey Dexter      |               |                 |
| Lady Sunningdale   | Maxine Audley      |               |                 |
| futárfiú           | Harold Goodwin     |               |                 |
| Maisie Springfield | Jean Kent          |               | Bessenyei Emma  |
| Fanny              | Daphne Anderson    | Béres Ilona   | Andresz Kati    |
| Maggie             | Gillian Owen       |               |                 |
| Betty              | Vera Day           |               | Vennes Emmy     |
| Lottie             | Margot Lister      |               |                 |
| külügyminiszter    | David Horne        | Horkai János  | Makay Sándor    |
| színházigazgató    | Charles Victor     |               | Horkai János    |
| öltöztető          | Gladys Henson      |               |                 |

## Fogadtatás

### Kritikai visszhang
A vélemények megoszlottak a filmről. A Rotten Tomatoeson 50%-os minősítést ért el 10 értékelés alapján. Dennis Schwartz azt írta: „Zseniális, de unalmas és nehézkes puritán vígjáték, amelyben az 50 éves brit színpadi nagyság, Olivier és a 30 éves amerikai hollywoodi szexkirálynő, Marilyn Monroe játszik együtt.” Emmanuel Levy szerint: „A sztárkaliber ellenére ez egy jelentéktelen film - egy kuriózum - mind a színész-rendező Olivier, mind a sztár-producer Monroe számára, nagyrészt a forrásanyag és a rendezés gyengeségei miatt.” Clyde Gilmour a Maclean's Magazine-tól azt írta: „Egy romantikus filmhez képest kissé hosszú és ismétlődő, de a furcsán összeillő főszereplők gyakran elég viccesek együtt.”

### Bevétel adatai
A Box Office Mojo szerint a film 8437 dolláros bevételt ért el, a költségvetésről nincs adat.

## Fontosabb díjak és jelölések
| Esemény                             | Díj                    | Kategória                                   | Eredmény |
| ----------------------------------- | ---------------------- | ------------------------------------------- | -------- |
| 11. BAFTA-gála                      | BAFTA-díj              | Legjobb film                                | Jelölve  |
| 11. BAFTA-gála                      | BAFTA-díj              | Kiemelkedő brit film                        | Jelölve  |
| 11. BAFTA-gála                      | BAFTA-díj              | Legjobb brit forgatókönyv                   | Jelölve  |
| 11. BAFTA-gála                      | BAFTA-díj              | Legjobb férfi főszereplő – Laurence Olivier | Jelölve  |
| 11. BAFTA-gála                      | BAFTA-díj              | Legjobb női főszereplő – Marilyn Monroe     | Jelölve  |
| 1958-as David di Donatello díjátadó | David di Donatello-díj | Golden Plate – Marilyn Monroe               | Elnyerte |